# Monte Alto (góra)
Monte Alto − szczyt w Górach Sabińskich we Włoszech, w Apeninach Środkowych. Administracyjnie należy do dwóch gmin: Casperia oraz Rieti.